# Mus triton
Mus triton (Миша сіропуза) — вид роду мишей (Mus).

## Поширення
Країни поширення: Ангола, Бурунді, Демократична Республіка Конго, Кенія, Малаві, Мозамбік, Руанда, Судан, Танзанія, Уганда, Замбія. Проживає на висотах від 1000 до 3000 м над рівнем моря.

## Екологія
Обмежується ізольованими гірськими й високогірними районами. Перебуває на багатьох типах луків, серед чагарників, болотистій місцевості і посівних площ. Це головним чином наземний і нічний вид, але є деяка денна активність. Цей вид всеїдний, але в першу чергу комахоїдний.